# Erythrina sacleuxii
Erythrina sacleuxii är en ärtväxtart som beskrevs av Henri Hua. Erythrina sacleuxii ingår i släktet Erythrina och familjen ärtväxter. Inga underarter finns listade i Catalogue of Life.

## Bildgalleri

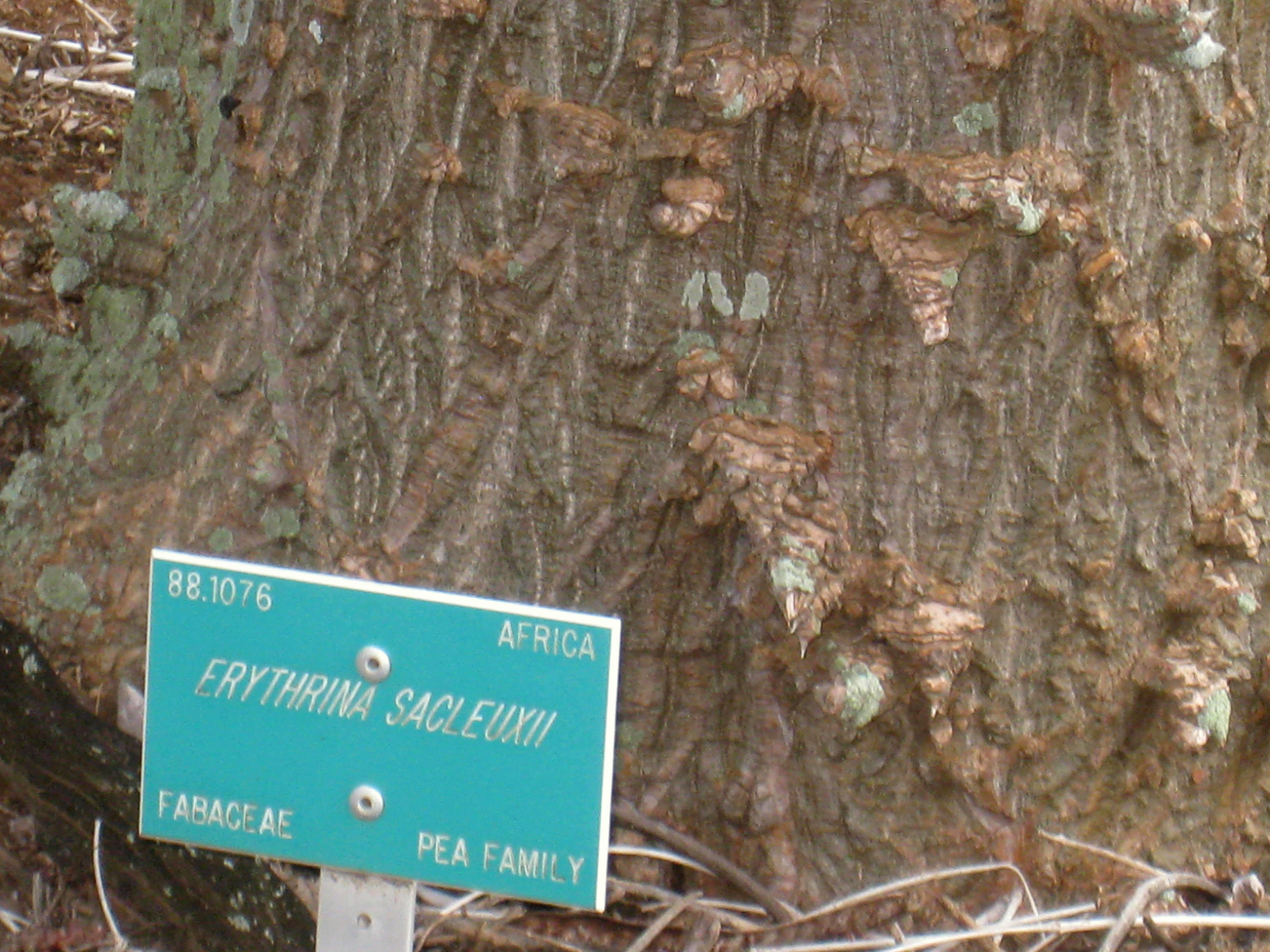